# Charles Coppieters-Stochove
Pour les articles homonymes, voir Coppieters.
Pour les autres membres de la famille, voir Famille Coppieters.
Charles-Bernardin-Ghislain Coppieters Stochove (Bruges, 20 mai 1774 - 12 juin 1864) est un magistrat, homme politique belge et membre du Congrès national.

## Biographie
Issu d'une famille noble flamande, fils de Jean-Baptiste Coppieters 't Wallant, conseiller de Bruges et échevin du Franc de Bruges, et d'Isabelle van Zuylen van Nyevelt (sœur du baron Jean-Jacques van Zuylen van Nyevelt), il descend du ministre Jean-Baptiste Coppieters. Marié à Thérèse Stochove (descendante de Vincent Stochove), il est le grand-père d'Ernest Coppieters-Stochove (nl), l'oncle et beau-père de Jean-Baptiste Coppieters 't Wallant (fils de son frère Jean-Baptiste Coppieters 't Wallant), ainsi que l'ancêtre de la reine Mathilde de Belgique.
Il étudie à l'Université de Louvain où il obtient le grade de licencié en philosophie et docteur en droit. En 1804, il devient adjoint au maire à Bruges et renonce à cette fonction pour devenir juge au tribunal de première instance en 1807.
Quand les provinces méridionales sont réunies aux Pays-Bas en 1815, Coppieters ne veut pas prêter serment au prince Guillaume Ier des Pays-Bas pour des motifs religieux qui ne s'accordent pas avec la nouvelle Constitution. Pour cette raison, il n'est pas renommé juge et reprend ses activités d'avocat.
Le 12 juillet 1823, il est choisi par les États provinciaux de la Flandre-Occidentale à la seconde Chambre des États généraux des Pays-Bas. Ses scrupules s’étant alors dissipés, il prête serment et peut y siéger jusqu’au moment de la révolution belge. Au cours de ces sept années, sauf comme rapporteur, il ne prend jamais la parole.

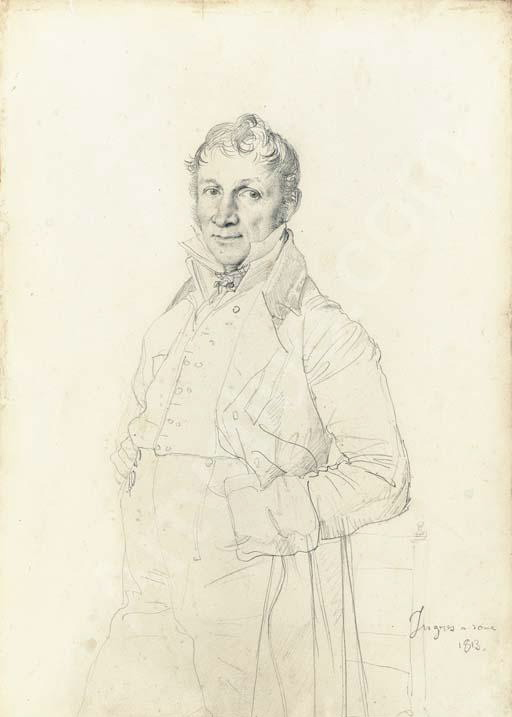
Portrait par Ingres.

Le 17 octobre 1830, le district électoral de Bruges l’envoie au Congrès national. Lors de l'élection du Roi, il vote pour le prince de Saxe-Cobourg, et son nom figure sur la médaille d'inauguration de la colonne du Congrès.
Puis le 29 août 1831, le même district l’élit à la Chambre des représentants. Le 4 octobre 1832, il devient président du tribunal de première instance de Bruges. Ses collègues le choisissent au cours de la session 1833-1834 comme vice-président de la Chambre des représentants.
En 1848, une loi est adoptée qui décrète l’incompatibilité entre le mandat parlementaire et les fonctions judiciaires. Son choix se portant sur ces dernières, il présente sa démission de la Chambre. Le 5 juin 1850, frappé de cécité, il renonce définitivement à la présidence du tribunal de première instance.
Il a été décoré de la Croix de Fer. Il est également membre de l'ordre équestre de la Flandre-Occidentale en 1816 et prévôt de la Confrérie noble du Saint-Sang en 1835.

### Sources
- Emmanuel Coppieters & Charles van Renynghe de Voxvrie, Histoire professionnelle et sociale de la Famille Coppieters, 1550-1965, Second Volume, Bruges, 1968.
- (nl) Nieuw Nationaal Biographisch Woordenboek, Leiden, 1933